# Ohlson 8:8
Ohlson 8:8 är en svensktillverkad segelbåt. Den är en utpräglad familjebåt. Det breda skrovet och den breda ruffen har gett förutsättningar för en relativt bekväm inredning.

## Historia
Ohlson 8:8 började byggas 1970, då det byggdes två båtar. 1971 startades tillverkningen på Karlskronavarvet, och det byggdes 25 Ohlson 8:8 innan varvet gick i konkurs. Tillverkningen flyttades till Kungsviken på Orust. Ingenjörsfirman Bröderna Ohlson startade sin båtverksamhet 1951 och företaget lades ner 1999.
När tillverkningen på västkusten startade ändrade man kölens djup till 1,72 meter. Kölens vikt ökade med 100 kilo. Bottenstockarnas infästningar förstärktes till 80 millimeter tjocklaminat. Båtens totalvikt ökade då till 3 600 kilo. 1977 fick masten ny form.
De allra flesta Ohlson 8:8 har sålts i halvfabrikat eller i segelklart utförande med basinredning och huvudskott klart.

## Inredning
Babord om trappan finns ett L-format bakvänt pentry med spis och diskho. Styrbord om trappan finns en stickkoj. För om stickkojen finns navigeringsbord. Salong med U-formad soffa för om pentry och längsgående soffa för om navigeringsbord.
Traditionell förpik med dubbelkoj. Mellan förpik och salong finns toalett på babord sida och garderob på styrbord sida.
Det finns allt som allt sex kojer i båten.